# Alfred Pippard
Ne doit pas être confondu avec Alfred Brian Pippard.
Alfred John Sutton Pippard (né le 6 avril 1891 – mort le 2 novembre 1969) est un ingénieur des travaux publics britannique. 

## Biographie
Censé reprendre la menuiserie de son père, il préféra passer une licence de génie civil à l'Université de Bristol grâce à une bourse qu'il avait obtenue. Pippard travailla pour un bureau d'études de Bristol puis pour le Service d'aménagement de Pontypridd et de la vallée de la Rhondda.
Au début de la Première Guerre mondiale, Pippard fut affecté au département de l’Air de l’Amirauté où il travailla sur les contraintes dans les avions. Après l'armistice, il travailla pour un cabinet d'ingénieurs en aéronautique et fut chargé de plusieurs enquêtes d'accident. Il soutint sa thèse ès Sciences à Bristol (1920) et obtint la chaire de génie civil de l'Université de Cardiff (1922) avant de rejoindre Imperial College. Il travailla au dimensionnement de l’ossature des dirigeables R100 et R101. Quoique la commission d'enquête chargée du crash du R101 ne le mît pas en cause, il mit de lui-même un terme à ses recherches en aéronautique, abattu par la disparition de plusieurs de ses collègues parmi les 48 victimes.
Au cours de la Deuxième Guerre mondiale, Pippard était membre de la Commission de recherche de la défense civile, qui se réunissait à Princes Risborough, tout en poursuivant son enseignement à Imperial College. Pippard a été pendant 15 ans membre du conseil de l’Institution of Civil Engineers, et en fut le président pour l'exercice 1958-9. Il présida la commission d'enquête des marées polluées de la Tamise dont la presse britannique critiqua sévèrement les retards (15 années). Il devint membre de la Royal Society (1954) et a été nommé recteur honoraire d’Imperial college (1955). Il prit sa retraite l’année suivante et donna une série de conférences à travers les États-Unis. Lauréat de la médaille Hughes (1959), il a été docteur honoris causa des universités de Bristol, Birmingham et Brunel.